# Radio Canal 3
Pour les articles homonymes, voir Canal 3 (homonymie).
Canal 3 est la station de radio locale bilingue de la région biennoise, dans le canton de Berne, en Suisse. Elle a diffusé sa première émission le 29 février 1984 et est propriété du groupe Gassmann, au même titre que les quotidiens papier Bieler Tagblatt et Le Journal du Jura ainsi que la chaîne de télévision bilingue TeleBielingue.
La station dispose de deux fréquences, une romande et une alémanique pour quelques émissions ou programmes sportifs.
La fréquence francophone de la station a fusionné avec RJB, en juillet 2023.

## Histoire
En 2004, le licenciement du responsable de la rédaction romande provoque des remous, notamment en raison de la crainte de voir la station perdre son caractère bilingue, puisque pour faire face aux réductions de coûts de production, aucun poste de langue germanophone n'est supprimé alors qu'il n'en reste plus que deux pour la rédaction francophone qui est priée d'enregistrer dès lors le soir les nouvelles du matin suivant. En décembre de la même année, Canal 3 est reprise par le groupe de presse bernois Espace Media, qui publie notamment la Berner Zeitung.
En mai 2007, le groupe zurichois Tamedia annonce le rachat d'Espace Media Group, jetant une nouvelle ombre sur le futur de la radio Canal3, propriétaire du groupe racheté. Des règles de droit interdisent en effet à un groupe médiatique le cumul d'un trop grand nombre de chaînes de radio (deux au maximum). Or le groupe acheteur en possède déjà deux, dont il est peu susceptible de se séparer. Des tractations sont en cours, dont le résultat n'est pas encore connu à l'heure actuelle. En parallèle, la société RadioBiligue SA annonce à l'ATS son intérêt de reprendre la station afin de faire revenir la station dans la région.
En août 2007, la fréquence francophone de Canal 3 est élue "radio of the year 2007" aux Swiss Radio Days.   
En novembre 2009, le Conseil des affaires francophones (CAF) salue une aide financière provenant du canton de Berne permettant à la station de garder un esprit bilingue équitable entre francophones et alémaniques.